# Singin' and Swingin' and Gettin' Merry Like Christmas
Singin' and Swingin' and Gettin' Merry Like Christmas es el tercer libro de una serie de 7 autobiografías de Maya Angelou. Situada entre 1949 y 1955, el libro abarca los viente años de Angelou. Este libro describe la lucha de Angelou para mantener a su hijo, formar relaciones significativas y forjar una carrera exitosa en el mundo del entretenimiento. La obra fue publicada en 1976 y fue la primera vez que una mujer afroamericana expandía la historia de su vida en un tercer libro. La académica Dolly McPherson describe el libro como "un retrato gráfico del florecimiento de un adulto", mientras que el crítico Lyman B. Hagen lo describe como "un viaje de descubrimiento y renacimiento".
En Singin' and Swingin', Angelou examina muchos de los temas explorados en sus autobiografías anteriores como el viaje, la música, la raza y la maternidad. Angelou describe el conflicto de ser madre soltera, a pesar del éxito como artista en el tour por Europa del musical Porgy and Bess. Sus descripciones de sus viajes, que abarcan el 40% del libro, tienen sus raíces en la narrativa esclavista afroamericana. Angelou utiliza la música y los conceptos musicales a través de Singin' and Swingin'; McPherson denota que esta es la canción de alabanza de Angelou hacia Porgy and Bess. Los estereotipos de Angelou acerca de la raza y las relaciones entre razas se ven cuestionados cuando Angelou empieza a interactuar más con gente de diversas razas. Durante esta narrativa, Angelou cambia su nombre de Marguerite Johnson a Maya Angelou por razones profesionales. Su hijo también se cambia el nombre de Clyde a Guy, y su relación se hace cada vez más fuerte conforme avanza el libro.

## Antecedentes
Angelou sigue la secuencia de sus autobiografías I Know Why the Caged Bird Sings (1969) y Gather Together in My Name (1974) al escribir Singin' and Swingin' and Gettin' Merry Like Christmas, publicado en 1976. Este libro marca la primera vez que una escritora afroamericana expande su historia de vida en tres autobiografías. El éxito de sus autobiografías pasadas y la publicación de sus dos volúmenes de poesía llamados Just Give Me a Cool Drink of Water 'fore I Diiie (1971), el cual fue nominado a un Premio Pulitzer, y Oh Pray My Wings Are Gonna Fit Me Well (1975), le trajeron mucha fama a Angelou para 1976.
Como ha afirmado el escritor Hilton Als, Angelou fue una de las primeras escritoras afroamericanas en públicamente discutir su vida personal, y en mostrarse como personaje principal en sus libros, algo que continúa haciendo en Singin' and Swingin'. La escritora Julian Mayfield, quién describe I Know Why the Caged Bird Sings como "una obra de arte que elude la descripción", comenta que las obras de Angelou marcan un precedente no sólo para las escritoras afroamericanas, sino también para el género de la autobiografía en sí.
Als nombra a Angelou una de "las pioneras en exponerse a sí misma", dispuestas a enfocarse honestamente en los aspectos más negativos de su personalidad y de sus decisiones. Por ejemplo, mientras Angelou escribía su segunda autobiografía, Gather Together in My Name, estaba preocupada por cómo iban a reaccionar sus lectores cuando revelase que fue una prostituta. Su esposo Pau Du Feu la animó a publicar su libro diciéndole "di la verdad como escritora" y "sé honesta al respecto". A pesar de esto, Angelou ha sido altamente reconocida y respetada como portavoz de los afroamericanos y las mujeres. Sus obras la hicieron, como afirma la académica Joanne Braxton, "sin duda alguna la autobiógrafa afroamericana más conocida".

## Título
Según Angelou, el título del libro viene de las fiestas sociales de los 20s y los 30s, donde la gente pagaba al anfitrión una entrada no tan cara y comía y bebía durante el fin de semana. Como Angelou ha declarado, la gente solía "cantar y ser feliz como en Navidad y así tomaban energía para sobrevivir el resto de la semana". Miembros de la clase trabajadora asistían a estas fiestas ya que no podían pagar para ir a clubes más caros en Harlem. Como la crítica Mary Jane Lupton comenta, "Los conceptos de las fiestas sociales (rent parties en inglés) ayudan a describir la posición de Angelou... Era una madre soltera del Sur de California y canta y baila para mantenerse. Entretiene a otros por poco dinero como cantante y bailarina sin llegar a ser tan feliz". La académica Sondra O'Neale describe la frase como "un título folclórico que simboliza el ascenso merecido de la autora al éxito y la plenitud".
Lupton insiste que el título, uno de los muchos símiles de Angelou, está relacionado con los temas del libro. Lupton también considera el título "irónico". Angeluo usa palabras positivas como —singin'  and swingin' (cantar y bailar)— que reflejan varios significados relacionados al texto. Estas palabras describen el comienzo de la carrera de Angelou como artista pero la ironía de los términos también describe el conflicto de Angelou acera de su hijo. Las palabras Gettin' Merry Like Christmas (feliz como en Navidad) también son irónicas ya que este libro es la autobiografía más infeliz de Angelou. Debido a que la música es uno de los temas del libro, Angelou abrevia el final de las palabras en el título para reflejar el dialecto afroamericano y evocar el sonido de una cantante de blues.

## Resumen
Singin' and Swingin' empieza poco después de la última autobiografía de Angelou, Gather Together in My Name. Marguerite, o Maya, madre soltera con un hijo, está en sus veinte años de edad, luchando para ganarse la vida. Angelou escribe en su libro, como en sus obras pasadas, sobre la totalidad de sus experiencias. La escolar Dolly McPherson comenta que "Cuando uno se encuentra con Maya Angelou en su historia, uno se encuentra con humor, dolor, exuberancia, honestidad y la determinación de un ser humana que ha vivido y pasado por mucho en su vida y quién ha sabido conservarse a sí misma". Mucha gente alrededor Angelou la influencia mientras está creciendo, como Lupton comenta, "la impulsan hacia adelante". En los primeros capítulos del libro encontramos a Maya, como comenta Hagen, "preocupada por su hijo, deseando su casa, enfrentando conflictos raciales y buscando una carrera". Le ofrecen un trabajo como vendedora en la tienda de discos Filmore Street en San Francisco. Al principio toma la oferta de generosidad y amistad de su jefe con sospecha, pero después de dos meses de buscar evidencia de racismo, Maya empieza a "relajarse y disfrutar del mundo de la música". El trabajo le permite mudarse otra vez con su mamá y pasar más tiempo con su hijo.
Mientras trabajaba en la tienda, Maya conoce a Tosh Angelos, un marinero griego. Ambos se enamoran y a él le agrada su hijo. Contra los deseos de su madre, Maya se casa con Tosh en 1952. Al principio, su matrimonio es satisfactorio y parece que Maya ha cumplido su sueño de ser una ama de casa, escribiendo "Mi vida se empieza a parecer a un anuncio de Good Housekeeping ". Eventualmente, Maya empieza a resentir las demandas de Tosh de quedarse en casa. También le molesta las reacciones negativas de sus amigos a su matrimonio interracial. A Maya le molesta el ateísmo de Tosh y el control que él tiene sobre su vida, pero no hace mucho para retar su autoridad. Después de que Tosh le dice a Clyde que no existe un Dios, Maya se rebela en secreto y empieza a atender iglesias afroamericanas. Después de tres años, el matrimonio se desintegra cuando Tosh le dice a Maya que "está cansado de estar casado". Angelou va al hospital para una apendicectomía y después de la operación anuncia su deseo de regresar con su abuela a Stamps, pero Tosh le informa que Annie muere el día de la operación de Maya.
Madre soltera de nuevo, Maya empieza a encontrar el éxito como cantante. Consigue un trabajo bailando y cantando en The Purple Onion, un club nocturno popular de San Francisco, y con la recomendación del dueño del club, cambia su nombre de Marguerite Johnson a uno "más exótico" "Maya Angelou". Atrae la atención de muchos cazatalentos quienes le ofrecen un papel en Porgy and Bess. Sin embargo, ella no acepta el papel debido a sus obligaciones en The Purple Onion. Cuando su contrato expira, Maya se va a la ciudad de Nueva York a audicionar para un papel en Pearl Bailey, pero rechaza el papel para unirse a la gira por Europa de Porgy and Bess.
Dejando a Clyde con su mamá, Maya viaja a 22 países con la compañía en 1954 y 1955, expresando las impresiones de sus viajes. Angelou escribe lo siguiente acera de Verona: " Estaba realmente en Italia. No Maya Angelou, la persona con ambiciones y pretensiones, sino yo, Marguerite Johnson, quién he leído de Verona y de los tristes enamorados al crecer en un polvoriento pueblo en el Sur el cual era más pobre y trágico que el histórico pueblo en el que me encontraba".
A pesar del éxito de Maya con Porgy and Bess, Angelou siente mucha culpa y remordimiento por dejar a su hijo atrás. Después de recibir malas noticias acerca de la salud de Clyde, renuncia de la gira y regresa a San Francisco. Ambos Clyde y Maya sanan de las perturbaciones físicas y emocionales causadas por su separación y promete nunca dejarlo otra vez. Clyde anuncia que quiere ser llamado "Guy". Como escribe Angelou: "Le tomó solamente un mes entrenarnos. Se convirtió en Guy y nos costaba trabajo acordarnos que antes lo llamábamos de otra manera".
Maya le es fiel a su promesa, acepta un trabajo actuando en Hawái, y Clyde va con ella. Al final del libro, madre e hijo expresan el orgullo del uno al otro. Cuando Clyde la aclama por su voz ella escribe "Aunque no era una gran cantante, era su madre y él era mi maravilloso e independiente hijo".

## Estilo y género
Todas las autobiografías de Angelou siguen la tradición de las autobiografías afroamericanas. Empezando con I Know Why the Caged Bird Sings, Angelou intenta deliberadamente cambiar la estructura de la autobiografía al criticar, cambiar y expandir el género. El uso de Angelou de las técnicas de ficción como el diálogo, la personificación y el desarrollo temático, ha llevado a varios críticos a categorizar sus libros como autobiografías ficticias.
En 1989 Angelou comentó en una entrevista que ella era la única autora "seria" en utilizar el género como medio de expresión. Como establece la crítica Susan Gilbert, Angelou no solo reporta su propia historia sino también la historia de un colectivo. El académico Sewlyn R. Cudjoe está de acuerdo y afirma que Angelou habla por la gran mayoría de la comunidad afroamericana.
Lupton insiste en que las autobiografías de Angelou cumplen con los estándares generales de este género: está escrita por un solo autor, es cronológica y mantienen elementos del personaje, la técnica y el tema. En 1983, en una entrevista con la crítica Claudia Tate, Angelou categoriza sus libros como autobiografías.  Cuando habló de su uso único del género, admitió que siguió la tradición de la narrativa esclavista al "hablar en primera persona singular sobre la primera persona plural, cada vez que se lee "yo" significa "nosotros"".
Angelou reconoce que hay aspectos ficticios en sus libros; ella tendía a "divergir de la noción convencional de la autobiografía como la verdad". Su enfoque era paralelo a la costumbre de muchas autobiografías afroamericanas escritas durante el periodo de abolición en los Estados Unidos, cuando la verdad era usualmente censurada para protegerse a uno mismo.  El autor Lyman B. Hagen ha colocado a Angelou en la larga tradición de autobiografías afroamericanas, pero insiste que ella ha creado una interpretación única de las autobiografías. En una entrevista en 1998 con el reportero George Plimpton, Angelou habla de su proceso para escribir, de "la verdad en la ficción" y de las memorias. Cuando Plimpton le preguntó si distorsionaba la verdad para mejorar sus historias, ella lo admitió. Aunque Angelou nunca ha admitido haber cambiado los hechos de sus historias, ha usado estos hechos para impactar a sus lectores. Como afirma Hagen, "uno puede asumir que la esencia de la información está presente en las obras de Angelou". Hagen también afirma que Angelou "utiliza la ficción para mejorar el interés." Robert Loomis, el editor de Angelou, está de acuerdo y afirma que ella podría reescribir cualquiera de sus libros cambiando el orden de los hechos para cambiar el impacto que tienen los libros en los lectores.
En Singin' and Swingin' and Gettin' Merry Like Christmas, Angelou usa la repetición como una técnica literaria. Por ejemplo, cuando deja a su hijo para que lo cuide su abuela, al igual que su mamá la dejó a ella y a su hermano para que los cuidara su abuela en Caged Bird. Mucho de Singin' and Swingin′ ahonda en la culpa que siente Maya al aceptar el trabajo que la fuerza a separarse de hijo. Como comenta la académica (y amiga de Angelou) Dolly McPherson, "La parte más triste de Singin' and Swingin'  es el pequeño Guy, quién a pesar de ser profundamente amado por Angelou, parece ser arrumbado en una esquina cada vez que surge una necesidad económica o su ambición teatral la llama". A pesar del éxito en Europa con la gira Porgy and Bess, Angelou demuestra mucha indecisión y aflicción. Por cada descripción positiva de sus experiencias en Europa, hay un lamento acera de Guy que "apaga" estas experiencias y previene a Angelou disfrutar el fruto de su trabajo.

## Temas

### Viaje

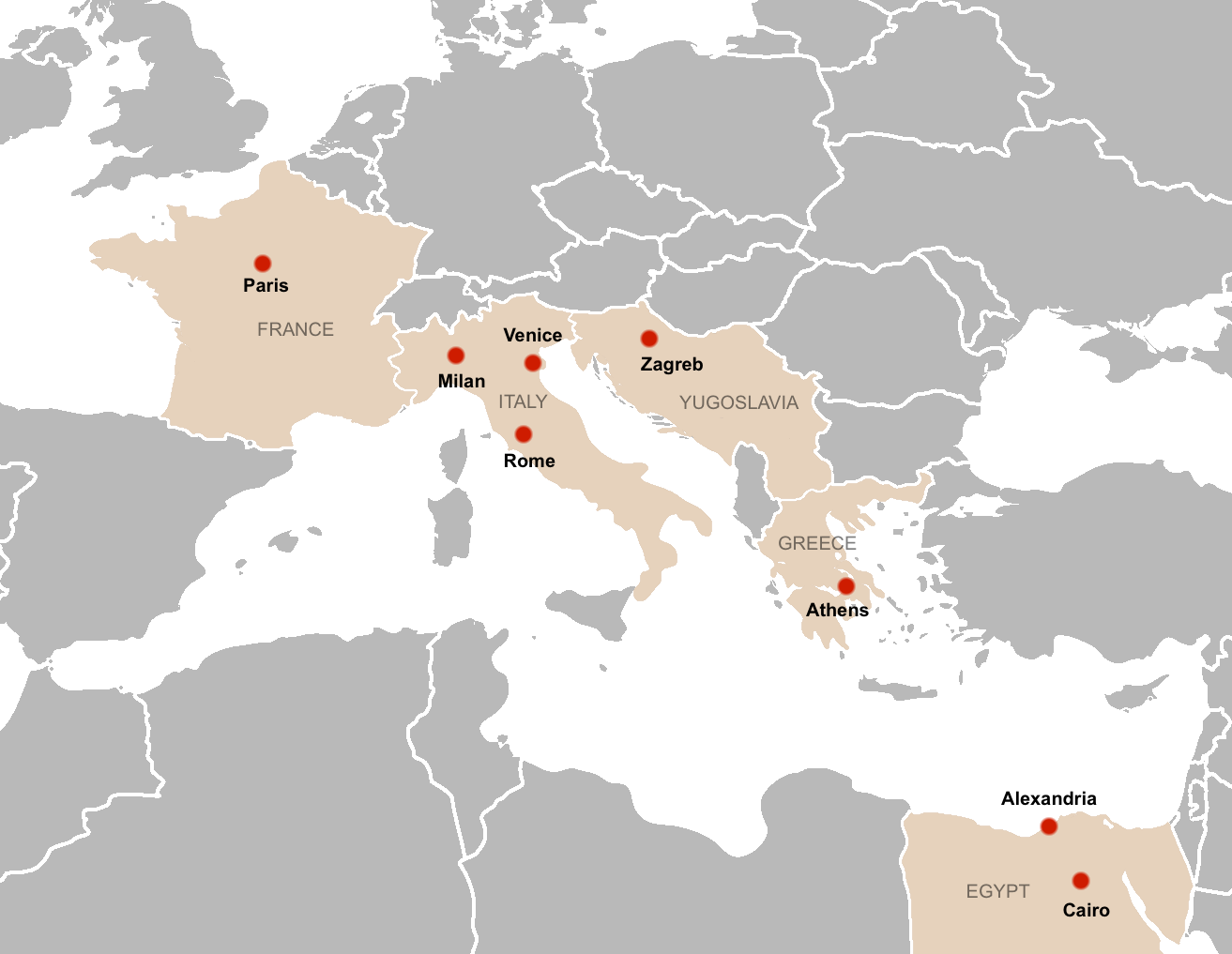
Mapa de las ciudades mencionadas durante la descripción de Angelou acerca de su tour Europeo con la ópera Porgy and Bess.

El viaje es un tema recurrente en las autobiografías Americanas; como McPherson comenta, es como un mito nacional para la gente Americana. Éste también es el caso de las autobiografías afroamericanas, las cuales tienes raíces en la narrativa esclavista. Como esas narrativas que se enfocan en la búsqueda del autor por la libertad, los autobiógrafos modernos como Angelou tratan de desarrollar "un ser auténtico" y la libertad para desarrollarse en su comunidad. Como McPherson comenta, "El viaje a una meta distante, el viaje de regreso a casa y la búsqueda la cual implica el viaje, la hazaña, y el regreso, son patrones típicos de las autobiografías afroamericanas".
Para Angelou, esta búsqueda la aleja de su hijo y de su adolescencia y como lo es descrito en los primeros dos libros, la acerca a la etapa adulta. McPherson considera Singin' and Swingin'  como "un recorrido por los años veinte de Angelou", desde sus primeros años marcados por decepciones y humillaciones hacia un mundo más amplio -del mundo de los blancos a una comunidad internacional. Este periodo describe "años de felicidad", así como el principio del éxito y la satisfacción como cantante. A pesar de esto, no todo es "feliz como la navidad", el libro también está marcado con eventos negativos: su doloroso matrimonio y divorcio, la muerte de su abuela, y la larga distancia con su hijo.
En los primeros dos libros solo encontramos tres escenarios (Arkansas, Misuri y California) mientras que en Singin' and Swingin', "el freno de los escenarios se desata" para incluir Europa mientas viaja con la compañía de Porgy and Bess . Lupton afirma que el relato de viaje de Angelou, que abarca el 40% de la narrativa, da al libro su organizada estructura, especialmente comparado con Gather Together in My Name, que es más caótico. Las observaciones que hace Angelou acera de la raza, el género y la clase sirven para hacer el libro algo más que un simple relato de viaje. Como una mujer afroamericana, sus viajes alrededor del mundo la ponen en contacto con diversas nacionalidades y clases y expanden su experiencia más allá de su comunidad, de su familia y de las complicadas relaciones inter raciales.

### Raza
En Singin' and Swingin' and Gettin' Merry Like Christmas, Angelou continúa examinando sus experiencias con la discriminación como lo hizo en los primeros dos libros. El crítico Selwyn R. Cujoe expresa que "el mayor problema de sus obras es: qué significa ser afroamericano y mujer en Estados Unidos". Cudjoe divide Singin' and Swingin'  en dos partes. En la primera parte, Angelou resuelve sus relaciones con el mundo caucásico y en la segunda parte evalúa sus interacciones con los otros miembros afroamericanos en Porgy and Bess, así como sus encuentros en Europa y África.
Por primera vez, Angelou tiene un contacto íntimo con blancos - blancos muy diferentes a la gente racista con la que se encontraba de niña. Ella descubre, como lo expresa Cudjoe, que los estereotipos de los blancos los desarrolla para protegerse a sí misma de su crueldad e indiferencia. Como afirma McPherson, "Condicionada por sus experiencias previas, Angelou no confía en la gente, especialmente en los blancos. Sin embargo, Angelou es constantemente sorprendida con la amabilidad y benevolencia de los blancos que conoce y así sus sospechas se empiezan a convertir en comprensión". Cudjoe comenta que en Singin' and Swingin' , Angelou demuestra efectivamente la persona afroamericana en sí. Sin embargo McPherson insiste que para que Angelou tuviera una relación positiva con los blancos y con gente de otra raza, tuvo que "examinar y descartar su percepción estereotipada de los blancos". Lyman está de acuerdo y hace notar que Angelou examina de nuevo sus prejuicios cuando tiene que enfrentar un mundo más amplio. Como comenta Hagen, este es un proceso complicado ya que la mayoría de las experiencias de Angelou con blancos en este periodo son positivas. Cudjoe comenta que Angelou se mueve entre el mundo blanco y el mundo afroamericano defendiéndose a sí misma y a su comunidad y encontrándose que no todos los blancos son iguales.
En su tercera autobiografía, Angelou se expone a circunstancias que la fuerzan a cambiar sus opiniones sobre los blancos; un cambio no muy fácil para ella. Louise Cox, el codueño de la tienda de videos a la que frecuentaba Angelou en Filmore Street, le ofrece generosamente a Angelou un trabajo y una amistad. Angelou se casa con un hombre caucásico. La apreciación de este hombre por la música afroamericana rompe el estereotipo que Angelou tenía de los blancos. Esta es una decisión difícil para Angelou y la debe justificar pensando que Tosh es griego, y no un blanco americano. No se estaba casando con "el enemigo". Más tarde, Angelou tiene una amistad con sus compañeros de trabajo blancos Jorie, Don y Barrie quienes la ayudan con su trabajo en The Purple Onion. Cudjoe insiste "que esta libre equitativa amistad es muy significativa para ella y representa un paso importante para su evolución hacia la etapa adulta".
Las experiencias de Angelou con la gira de Porgy and Bess expanden su comprensión de las diversas razas y de las relaciones inter raciales al conocer gente de diferentes nacionalidades durante sus viajes. Todas estas experiencias son esenciales en "el movimiento de Angelou hacia la etapa adulta" y le sirven como base para después aceptar y tolerar las diversas razas. Porgy and Bess ha tenido una historia controversial. Muchos de la comunidad afroamericana lo consideran racista cuando personifican afroamericanos. Sin embargo, esta controversia no es mencionada en Singin' and Swingin'.

### Música
Como comenta Lupton, no cabe "ninguna duda en la mente de los lectores la importancia que tiene la música" en Singin' and Swingin'. El paralelo entre las historias es similar a los ritmos polifónicos que encontramos en la música Jazz. McPherson categoriza a Angelou como una "autobiógrafa de blues", alguien a quién, como la música blues, incluye los detalles y episodios dolorosos de su vida.
La música aparece a lo largo de la tercera autobiografía de Angelou; empezando con el título, el cual evoca una canción de blues y hace referencia al comienzo de la carrera de Angelou como cantante. Angelou empieza Singin' and Swingin'  de la misma manera que empieza Caged Bird: con un epígrafe para establecer el tono. En esta ocasión el epígrafe es una cita, no identificada, de tres estrofas en la forma clásica de blues. Después del epígrafe, "música" es la primera palabra del libro. Al comenzar la historia, Angelou encuentra consuelo en música afroamericana y poco después es contratada como vendedora en una tienda de discos en Filmore Street en San Francisco. Angelou conoce y se enamora de su primer esposo después de descubrir que comparten el amor por la música afroamericana. Después de enterarse de la muerte de su abuela, su reacción es expresada en "un pasaje de tres deslumbrantes párrafos" según Mary Jane Lupton, y es una reacción musical y no sólo se sustenta en la tradición góspel sino también se ve influenciada por textos afroamericanos, en especial "Go Down Death—A Funeral Sermon" de James Weldon Johnson.
Después de su divorcio, Angelou se mantiene a sí misma y a su hijo a través de la música y el baile. Esta decisión marca un giro en su vida. La nueva carrera de Angelou parece, como afirma Hagen, despegar a partir de una serie de fiestas, evocando el título del libro. Hagen también describe la gira con Porgy and Bess "la fiesta más grande del libro". McPherson comenta que Singin' and Swingin' es la manera de Angelou de elogiar la ópera. Angelou ha "quedado perdidamente enamorada del musical", incluso rechazando trabajos para poder ir de gira a Europa con la compañía. McPherson también describe Porgy and Bess "un antagonista que cautiva a Angelou, seduciéndola para alejarse de sus responsabilidades". Como Lupton comenta, Porgy and Bess es la "fundación de Angelou para sus apariciones en el teatro más tarde".

### Conflicto
El conflicto, o mejor dicho la presentación de Angelou de opuestos, es otro tema en Singin' and Swingin' and Gettin' Merry Like Christmas. Lupton comenta que Angelou construye una trama mezclando incidencias y actitudes opuestas. Lupton lo llama el "método dialéctico" de Angelou. El libro está lleno de opuestos: en el matrimonio de Angelou, en sus sentimientos entre ser una buena madre y una cantante exitosa, en los estereotipos que tiene sobre las razas y en las experiencias que tiene con los blancos. Lupton cree que la presentación de opuestos es lo que hace este texto "brillante"; encuentra que la fortaleza de Singin' and Swingin'  viene en parte de la dualidad de los conflictos entretejidos en la trama, en los personajes y en los patrones del libro. Lupton añade, "No muchos otros de sus autobiógrafos contemporáneos habían sido capaces de capturar, ni en un volumen ni en una serie de libros, los deseos opuestos que se encuentran en Singin' and Swingin' and Gettin' Merry Like Christmas y en las demás autobiografías de Angelou (aunque no tanto como en esta)". Incluso la última oración del libro ("Aunque no fui una gran cantante, fui una madre...") demuestra la construcción dialéctica de Angelou, resume las contradicciones del carácter de Angelou y elude al patrón de madre/hijo en el libro.

### Maternidad
Como comenta Lupton, la maternidad es un tema que prevalece en todas las autobiografías de Angelou: "Angelou presenta un tipo diferente de modelo literario, la de una madre trabajadora". Empezando con Caged Bird, cuando da a luz a su hijo, el énfasis de Angelou en el tema aumenta de importancia. Angelou se encuentra en una situación "muy familiar a las madres profesionistas" y es forzada a elegir entre ser una madre amorosa o una "persona realmente realizada". Como expresa la escolar Sondra O'Neale, en este libro Angelou se quita la imagen de "madre soltera" sin un "destino" que la había seguido durante las primeras autobiografías.
La necesidad de Angelou de seguridad para su hijo la motiva a tomar muchas de sus decisiones en Singin' and Swingin', especialmente su decisión de casarse con Tosh Angelos. Ella siente un profundo sentido de culpa y arrepentimiento cuando deja a su hijo para irse en la gira con Porgy and Bess, lo cual no la deja disfrutar plenamente su experiencia. A pesar de esto, Singin' and Swingin' ha sido nombrado una "canción de amor para el hijo de Angelou". Al igual que ella cambia su nombre en la historia, también lo hace Guy quién se convierte en un niño inteligente y sensible en este libro. A la par de que crece Guy crece también su madre; Hagen afirma que este crecimiento es lo que impulsa la historia de Angelou. Cuando Angelou descubre el profundo daño que ha tenido su separación en su hijo, Angelou deja la gira antes de acabar para regresar con su hijo. Al final del libro, el lazo entre ellos es profundizado cuando Angelou promete nunca más dejarlo. Como Hagen afirma, Maya adopta la importancia de la maternidad al igual que lo había hecho al final de sus otras autobiografías.

## Recepción crítica
Como las autobiografías anteriores de Angelou Singin' and Swingin'  recibió en su mayoría críticas positivas. Kathryn Robinson del School Library Journal predice que el libro será recibido con el entusiasmo con el que se recibieron sus otras autobiografías. Linda Kuehl del Saturday Review, aunque prefiere el ritmo de Caged Bird, encuentra Singin' and Swingin' " muy profesional, incluso cautivadora". Kuehl también encuentra que la historia de Angelou se traduce fácilmente en el libro. R.E. Almeida del Library Journal encuentra que el libro es "una secuela placentera" en la cual la fortaleza religiosa, la valentía y el talento de Angelou son aparentes en las páginas.
Una de las pocas críticas negativas fue escrita en el Magill's Literary Annual por McFadden-Gerber, quien encuentra el libro decepcionante y siente que le faltó el poder de introspección que tenían sus libros previos. Otra de las críticas negativas mencionaba la decepción que fue que Angelou no usó su estatus para hacer un cambio político en Singin' and Swingin'. El crítico Lyman B. Hagen responde a esta crítica diciendo que Angelou aún no evolucionaba en la vocera que sería después. El crítico John McWhorter encuentra que muchos de los eventos descritos durante todas sus autobiografías son incoherentes y confusos y necesitan explicación de los motivos y razones del comportamiento de Angelou. Por ejemplo, McWhorter sugiere que Angelou no hace un buen trabajo al explicar sus razones para casarse con Tosh Angelos, al igual que su divorcio. "Una autobiografía en la que una mujer afroamericana decide casarse con alguien no afroamericano en la época de los 50 requiere una mayor información y explicación".